# بوریس رازینسکی
بوریس رازینسکی (روسی: Борис Давидович Разинский؛ ۱۲ ژوئیهٔ ۱۹۳۳ – ۶ اوت ۲۰۱۲) بازیکن و مربی فوتبال اهل اتحاد جماهیر سوسیالیستی شوروی بود.
از باشگاه‌هایی که در آن بازی کرده‌است می‌توان به باشگاه فوتبال زسکا مسکو، باشگاه فوتبال اسپارتاک مسکو، باشگاه فوتبال چورنومورتس اودسا، باشگاه فوتبال دینامو کیف و باشگاه فوتبال آرارات ایروان اشاره کرد.
وی به‌همراه تیم ملی فوتبال شوروی به مقام قهرمانی فوتبال در بازی‌های المپیک تابستانی ۱۹۵۶ دست پیدا کرده‌است.